# Teresa Cárdenas
Teresa Cárdenas Angulo (Matanzas, 1970), é uma escritora, roteirista, atriz, bailarina e ativista social cubana. É integrante da UNEAC (União de Escritores e Artistas de Cuba).
A autora escreve romances, contos e antologias que abordam principalmente temas afrodiaspóricos como ancestralidade, negritude e preconceito racial e resistência. É um grande nome da literatura infantojuvenil na América Latina. Publicado em 1997, Cartas al Cielo (Cartas para Minha Mãe, em português) foi seu livro de estreia. Sua motivação para tornar-se escritora veio na infância, com a frustração de perceber a ausência de representações de personagens negras nos livros infantis. Além de Cuba, seu país natal, Cárdenas já foi traduzida para vários idiomas e publicada em vários países, como por exemplo Canadá, Estados Unidos, Venezuela, Coreia do Sul, Suécia, Brasil, Alemanha, Espanha e República Dominicana.
Teresa participou de diversos eventos e festivais literários no Brasil, como a FLIP, Bienais do Livro, Fliaraxá e Festival Latinidades.

## Biografia
Atualmente radicada no Rio de Janeiro, Teresa nasceu na província de Matanzas, local onde viveu até sua juventude com sua mãe e seu irmão. A infância da escritora foi humilde, porém também foi marcada pelo refúgio para o mundo dos livros. Ela, sua mãe e seu irmão moravam em um solar, uma espécie de corredor coletivo compartilhado por várias famílias em um único prédio, o que para ela foi uma experiência  difícil mas ao mesmo tempo formativa. Cárdenas também é mãe de três filhos.

Desde que aprendeu a ler e a escrever, a autora se apaixonou pela literatura e começou a escrever suas próprias histórias, inspirada principalmente pelos acontecimentos da vida cotidiana ao seu redor, histórias contadas oralmente e pelos livros de poetas cubanos como por exemplo Georgina Herrera, Rogelio Martínez Furé e Nancy Morejón.
| “                 | algo nos livros me intrigava: não havia, nas histórias infantis, personagens parecidos comigo. Não havia meninas negras. As famílias eram felizes e brancas, sem problemas. Eu queria um livro no qual eu aparecesse. | ” |
| — Teresa Cárdenas | |   |

Em 2024 a autora recebeu bastante destaque na 14° edição da Festa Literária das Periferias que ocorre anualmente no Rio de Janeiro. A cubana participou de um debate junto da escritora brasileira Cidinha da Silva, no qual elas conversaram sobre a influência da religiosidade de matriz africana na literatura das duas. Cidinha abordou o candomblé, enquanto Teresa abordou a santeria. Esse debate foi mediado pela escritora e professora universitária Angélica Ferrarez.

## Obra
As obras de Teresa Cárdenas se destacam por trazer representatividade negra para a literatura infantojuvenil, com temas sempre relacionados a ancestralidade, o período escravocrata, valorização e a reivindicação dos direitos de negros e negras. Além disso, uma característica que se reflete na literatura da escritora é que ela acredita fortemente na importância de dialogar sobre temas delicados e controversos desde a infância, pois acredita que as crianças e adolescente são inteligentes e possuem mentes mais abertas do que os adultos.
| “                 | “Sou tida como uma autora de temas difíceis para crianças, como morte, vida, violência, imigração, partidas, encontros e desencontros”. | ” |
| — Teresa Cárdenas | |   |

No território brasileiro, a autora tem livros publicados pela Pallas Editora, Editora de Cultura e Editora Lê. Em relação a crítica e recepção da obra de Cárdenas em português, há estudos que relacionam sua literatura com a de outras autoras brasileiras como Djamila Ribeiro e Conceição Evaristo, que possuem uma grande relevância para a luta racial no país e tratam de temas semelhantes em suas respectivas obras. A escritora já revelou que, além de escritores de língua hispânica, também lê e se inspira em obras de escritoras negras brasileiras, como Conceição Evaristo e Carolina Maria de Jesus. 
Também é possível notar grande influência religiosa da santeria e das mitologias africanas na obra de Teresa Cárdenas, que aprofundam o imaginário sobre a cultura negra caribenha retratada na obra da escritora cubana.
Em entrevistas, Teresa Cárdenas já revelou que seu processo de escrita é lento e desorganizado. Desde julho de 2014, a autora está escrevendo lentamente um romance intitulado Casagrande, que ainda não possui previsão de lançamento.

### Obras originais
- 1997 - Cartas al Cielo
- 2005 - Perro Viejo
- 2001 - Cuentos de Macucupé
- 2006 - Tatanene Cimarrón
- 2007 - Cuentos de Olofi
- 2007 - Pedrito y el Bebé
- 2007 - Ikú
- 2008 - Oloyu
- 2008 - Barakikeño y el Pavo Real
- 2018 - Madre Sirena

### Obras traduzidas para o português
- 2010 - Cartas para Minha Mãe
- 2010 - Cachorro Velho
- 2017 - Contos de Olófi
- 2018 - Mãe Sereia
- 2022 -  Awon Baba
- 2023 - Meu Avô Tatanene

### Obras traduzidas para o inglês
- 2006 - Letters to My Mother
- 2007 - Old Dog
- 2008 - Oloyou

## Prêmios
- 1997 - Prêmio David[23]
- 1997 - Premio de la Crítica[24]
- 1997 - Prêmio da Asociación Hermanos Saíz[24]
- 2000 - Prêmio Nacional da Crítica Literária[24]
- 2001 - Prêmio La Edad de Oro[25]
- 2003 - Prêmio do Concurso Hermanos Loynaz[25]
- 2005 - Prêmio Casa de las Américas[24]
- 2005 - Premio de la Crítica[24]
- 2008 - Crítica Literaria en Literatura Infantil La Rosa Blanca al Libro Integral[25]
- 2008 - Internacional Latino Book Award a la Mejor Novela de Ficción Histórica[25]

### Menções Honrosas
- 2002 - Premio Casa de Las Americas[25]
- 2007 - Internacional Latino Book Award[25]
- 2008 - Premio Mañana[25]